# Colletes yemensis
Colletes yemensis là một loài Hymenoptera trong họ Colletidae. Loài này được Noskiewicz mô tả khoa học năm 1929.